# Uranotaenia prajimi
Uranotaenia prajimi är en tvåvingeart som beskrevs av EL Peyton och Rataanarithikul 1970. Uranotaenia prajimi ingår i släktet Uranotaenia och familjen stickmyggor.
Artens utbredningsområde är Thailand. Inga underarter finns listade i Catalogue of Life.